# Prosoplus florensis
Prosoplus florensis är en skalbaggsart som beskrevs av Stefan von Breuning 1968. Prosoplus florensis ingår i släktet Prosoplus och familjen långhorningar. Inga underarter finns listade i Catalogue of Life.